# Жаропрочная сталь
Жаропро́чная сталь — вид стали, который используется в условиях высоких температур (от 0,3 части от температуры плавления) в течение определённого времени, а также в условиях сложнонапряжённого состояния. При температурах до 600°С применяют термин «теплоустойчивый».
Главной характеристикой, определяющей работоспособность стали, является жаропрочность.

## Характеристика
Жаропрочность — это способность стали работать под напряжением в условиях повышенных температур без заметной остаточной
деформации и разрушения. Основными характеристиками жаропрочности являются ползучесть и длительная прочность.

### Ползучесть
Явление непрерывной деформации под действием постоянного напряжения называется ползучестью. Характеристикой ползучести является предел ползучести, характеризующий условное растягивающее напряжение, при котором скорость и деформация ползучести за определённое время достигают заданной величины. Если допуск даётся по скорости ползучести, то предел ползучести обозначается
σ(сигма) с двумя индексами: нижний соответствует заданной скорости ползучести в %/ч (проценты в час), а верхний -
температуре испытания. Если задаётся относительное удлинение, то в обозначение предела ползучести вводят три индекса: один верхний соответствует температуре испытания, два нижних — деформации и времени. Для деталей, работающих длительный срок (годы), предел ползучести должен характеризоваться малой деформацией, возникающей при значительной длительности приложения нагрузки. Для паровых турбин, лопаток паровых турбин, работающих под давлением, допускается суммарная деформация не более 1 % за 100000 часов, в отдельных случаях допускается 5 %. У лопаток газовых турбин деформация может быть 1-2 % на 100—500 часов.

### Длительная прочность
Сопротивление стали разрушению при длительном воздействии температуры характеризуется длительной прочностью.
Длительная прочность — это условное напряжение, под действием которого сталь при данной температуре разрушается через заданный промежуток времени

## Характеристика химического состава
Жаропрочные свойства в первую очередь определяются температурой плавления основного компонента сплава, затем его легированием и режимами предшествующей термообработки, определяющими структурное состояние сплава. Основой жаропрочных сталей являются твёрдые растворы или перенасыщенные растворы, способные к дополнительному упрочнению вследствие дисперсионного твердения.
Для кратковременной службы применяются сплавы с высокодисперсным распределением второй фазы, а для длительной службы — структурно-стабильные сплавы. Для длительной службы выбирается сплав не склонный к дисперсионному твердению.
Самым распространённым легирующим элементом в жаропрочных сталях является хром (Cr), который благоприятно влияет на жаростойкость и жаропрочность.
Высоколегированные жаропрочные стали из-за различных систем легирования относятся к различным классам:
- ферритные (08Х17Т, 1Х13Ю4, 05Х27Ю5),
- мартенситные (20Х13, 30Х13),
- мартенситно-ферритные (15Х12ВН14Ф),
- аустенитные (37Х12Н8Г8МФБ).

Внутри каждого класса различаются стали с различным типом упрочнения:
карбидным,
интерметаллидным,
смешанным (карбидно-интерметаллидным).
Для котельных установок, работающих длительное время (10 000—100 000 часов) при температурах 500—580 °C, рекомендуются
стали перлитного класса, введение молибдена в которые повышает температуру рекристаллизации феррита и тем самым повышает его жаропрочность.
Однако бо́льшую часть жаропрочных сталей, работающих при повышенных температурах, составляют аустенитные стали на хромоникелевой и хромомарганцевой основах с различным дополнительным легированием. Эти стали подразделены на три группы:
- гомогенные (однофазные) аустенитные стали, жаропрочность которых обеспечивается в основном легированностью твёрдого раствора;
- стали с карбидным упрочнением;
- стали с интерметаллидным упрочнением.